# 토트넘 홋스퍼 스타디움
토트넘 홋스퍼 스타디움(Tottenham Hotspur Stadium)은 잉글랜드의 축구 경기장이다. 영국의 수도 런던의 북부 지역인 토트넘에 위치해 있으며, 런던에서 가장 큰 축구 클럽 경기장이다. 프리미어리그에 소속되어 있는 팀인 토트넘 홋스퍼의 홈구장으로 사용되고 있다.

## 역사
2007년 클럽은 홈구장의 수용인원을 늘리기 위한 일환으로 노섬벌랜드 디벨롭먼트 프로젝트(Northumberland Development Project)를 세웠고, 경기장 신축안을 공개했다. 신축 경기장 수용인원은 56,250명 규모로 계획되어 있었으며 기존구장인 화이트 하트 레인 옆에 건설될 예정이었다. 경기장 신축을 포함해 지역 전반적인 재개발 사업을 뜻하는 프로젝트로 2018-2019 시즌 프리미어리그 개막을 목표로 건설하였다. 하지만 배수관 및 전력누수 등으로 인해 안전 진단을 통과하지 못해 언제 개장할지 확신할 수는 없다. 2015년 7월 8일 기존 수용 인원을 62,240 명으로 확대하였다.
2019년 4월 3일 공식 개장하였으며, 크리스탈 팰리스와 첫 경기를 가졌다. 첫 경기에서 최초 득점 기록은 손흥민이 가지고 있다.
NFL 인터내셔널 시리즈에도 사용할 예정이다. 경기장 설계는 창원 NC 파크를 설계한 파퓰러스 (Populous)이다.